# Кукліло мангровий
Куклі́ло мангровий (Coccyzus minor) — вид зозулеподібних птахів родини зозулевих (Cuculidae). Мешкає в Неотропіках.

## Опис

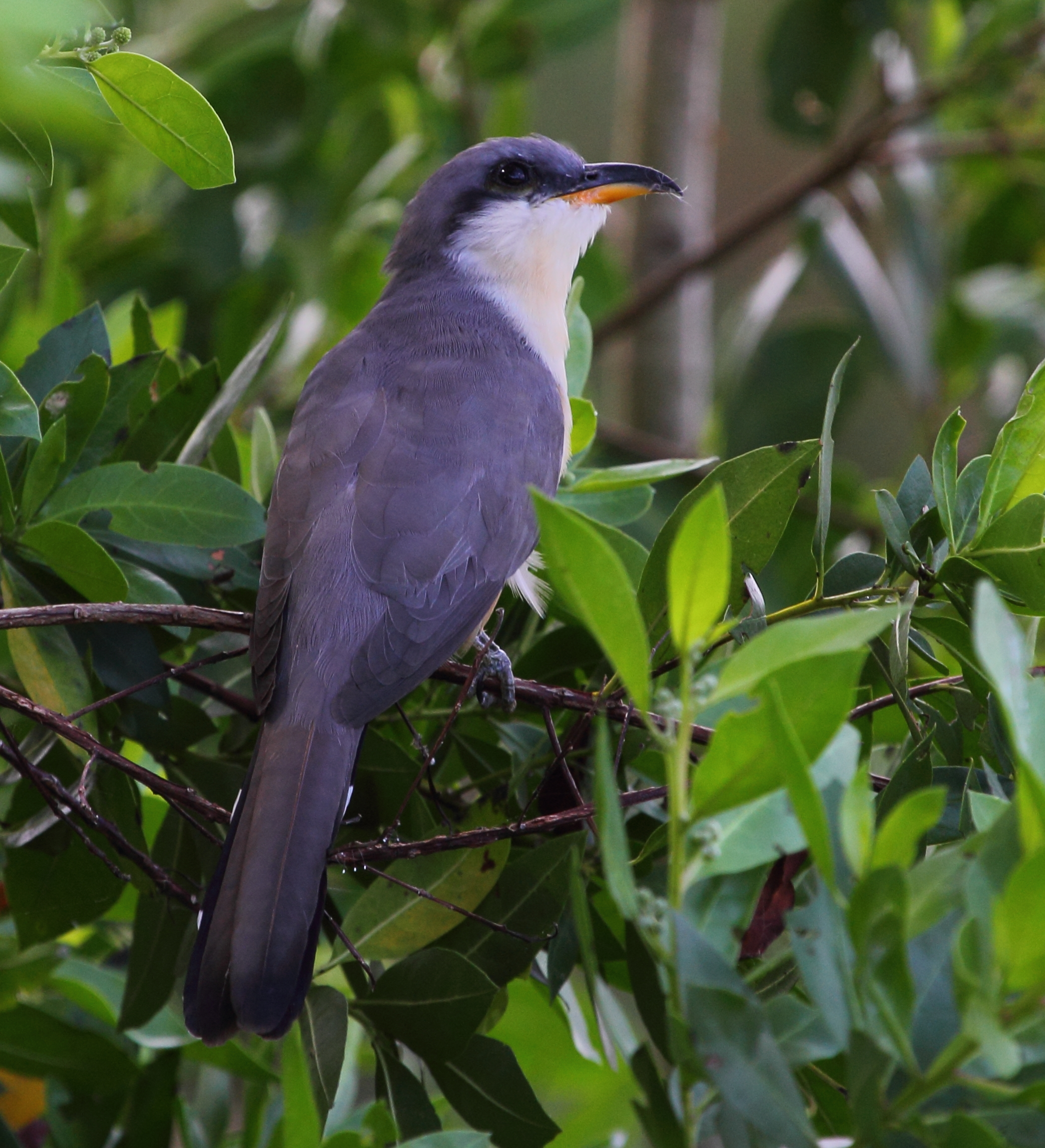
Мангровий кукліло

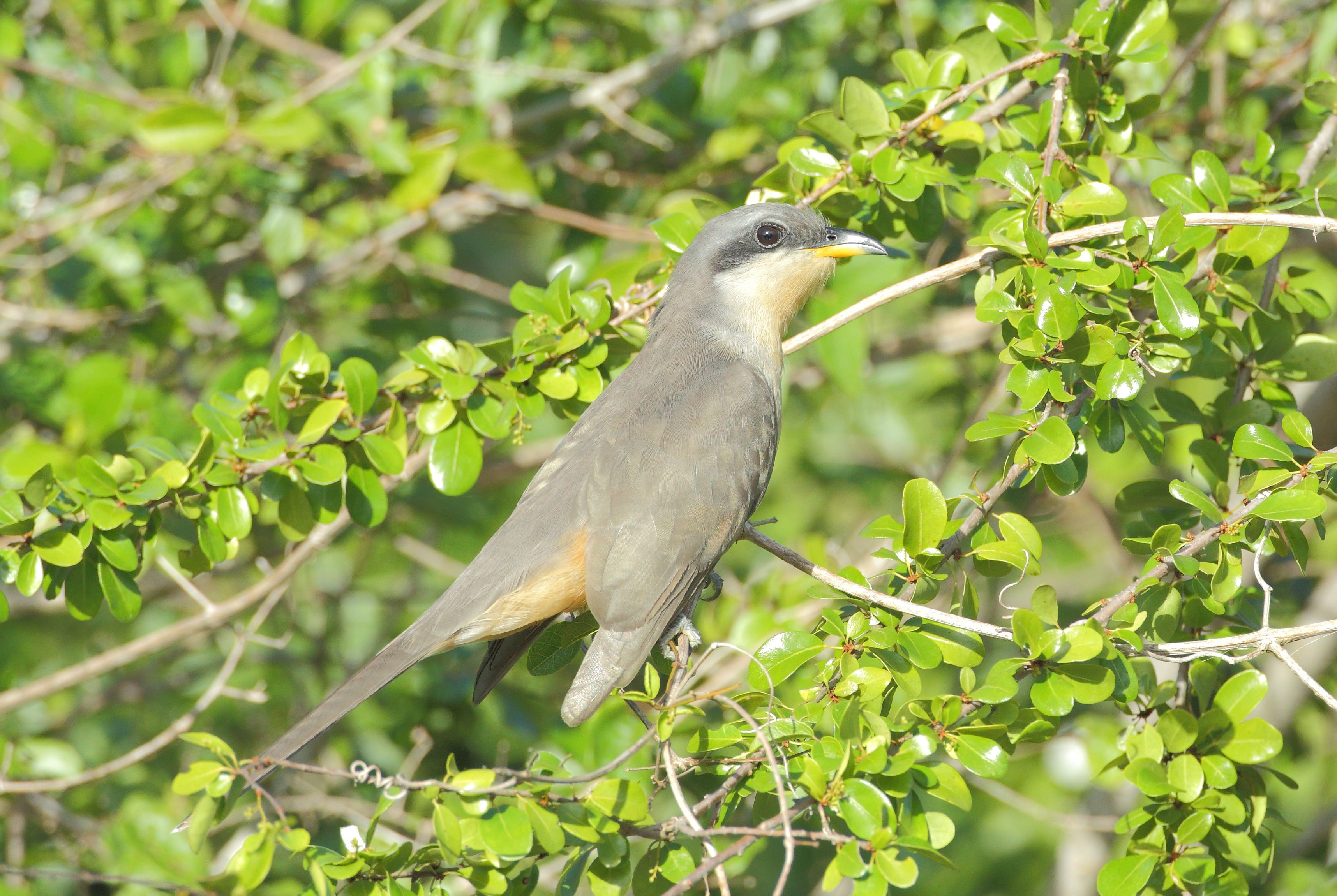
Мангровий кукліло (Домініканська Республіка)

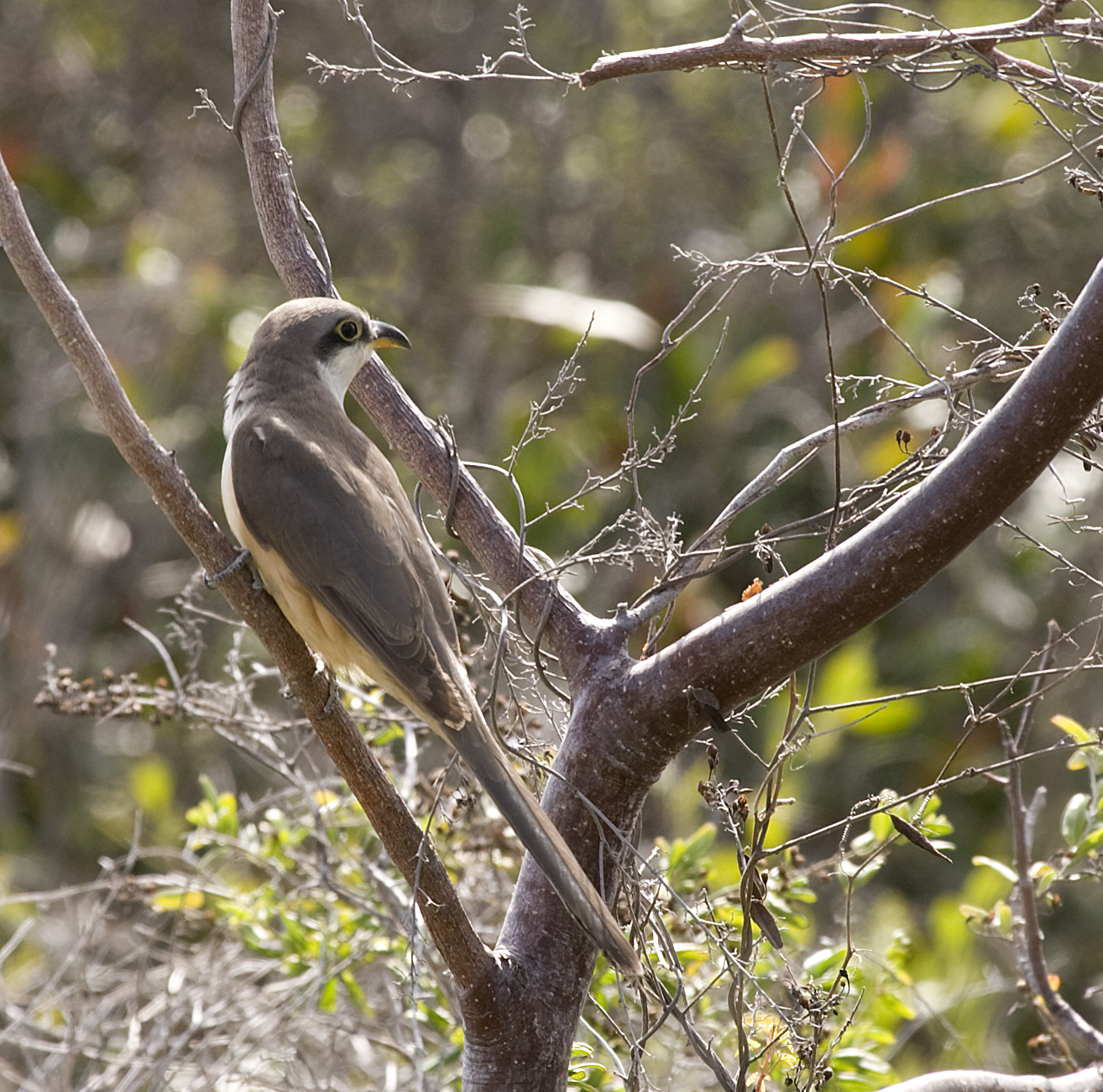
Мангровий кукліло (Куба)

Довжина птаха становить 28-34 см, розмах крил 38-43 см, вага 64-102 г. Довжина хвоста становить 16 см, довжина дзьоба 29 мм. Самиці є дещо більшими за самців, однак мають однакове забарвлення.
Лоб і тім'я сірі, потилиця, верхня частина тіла і верхня сторона крил сірувато-коричневі. Нижня сторона крил білувата або охриста. На обличчя темно-сіра або чорна "маска". Підборіддя і шия з боків білі, горло і груди білуваті, решта нижньої частини тіла охриста або коричнювата. У деяких особин нижня частина тіла може бути більш темною, іноді навіть рудувато-коричневою. Стернові пера знизу чорні, на кінці білі. Райдужки темно-карі або червонувато-карі з жовтими кільцями, дзьоб міцний, вигнутий, зверху чорний, знизу жовтий або жовтувато-оранжевий, на кінці чорний.
Забарвлення молодих птахів подібне до забарвлення дорослих птахів, однак "маска" на обличчі у них блідіша, менш контрастна, голова коричнювата, нижня частина тіла загалом світліша.

### Голос
Типова вокалізація мангрового кукліло — серія з 8-25 різких, гортанних криків "ґа-ґа-ґа-ґа", що починається або переходить в різке скрекотіння. Її найчастіше можна почути з квітня по серпень, на світанку або перед дощем.

## Поширення і екологія
Мангрові кукліло мешкають на Карибах, на карибському і тихоокеанському узбережжях Мексики і Центральної Америки, на узбережжі південної Флориди, на островах Флорида-Кіс та на узбережжі Південної Америки (від гирла Ориноко у Венесуелі до затоки Сан-Маркус в Бразилії). Бродячі птахи спостерігалися в Техасі і Колумбії.
Мангрові кукліло живуть переважно у мангрових лісах і тропічних широколистяних лісах. На Багамах їх можна зустріти також в густому підліску тропічних лісів і в рідколіссях. В Мексиці мангрові кукліло живуть в тропічних лісах і чагарникових заростях, на висоті до 1250 м над рівнем моря. В Коста-Риці і Панамі їх можна зустріти також в галерейних лісах, на узліссях і галявинах тропічних лісів. У цих двох країнах мангрові кукліло частіше зустрічаються у внутрішніх районах, ніж на узбережжях. На островах Вест-Індії крім мангрових заростей, птахів можна зустріти також на тінистих кавових плантаціях та в сухих чагарникових заростях. На Пуерто-Рико мангрові кукліло найчастіше зустрічаються в заростях на берегах невеликих річок, а на острові Гаїті — в сухих чагарникових і кактусових заростях.

## Поведінка
Мангрові кукліло живляться великими комахами, зокрема кониками і тарганами, а також великими павуками, деревними жабками і ящірками, іноді плодами і ягодами. Вони часто живляться гусінню, зокрема видами, покритими отруйними волосинками і через це неїстивними для більшості інших птахів. Перед тим як проковтнути велику здобич, птах спочатку розтирає її об кору дерева.
На Флориді сезон розмноження триває з травня по липень, на Кубі з березня по червень, на Гаїті з березня по жовтень. Гніздо являє собою платформу з гілочок діаметром 15-25 см, внутрішня частина якої встелюється листям. Воно розміщується в розвилці між гілками або на горизонтально розташованій гілці, на висоті 2-3 м над землею. Гніздо будують і самиці, і самці. В кладці 2-3 яскравих, синьо-зелених яйця.

## Збереження
МСОП класифікує цей вид як такий, що не потребує особливих заходів зі збереження. За оцінками дослідників, популяція мангрових кукліло становить приблизно 200 тисяч птахів. Їм може загрожувати знищення природного середовища.